# Cecilia Dahlman
Pour les articles homonymes, voir Dahlman.
Cecilia Dahlman (née le 24 juillet 1968) est une joueuse de tennis suédoise, professionnelle dans les années 1980 et jusqu'en 1993.
Elle a remporté deux tournois WTA en simple pendant sa carrière, l'Open d'Athènes en 1989 et 1990.

## Palmarès

### Titres en simple dames
| No | Date       | Nom et lieu du tournoi | Catégorie | Dotation | Surface      | Finaliste        | Score         |          |
| -- | ---------- | ---------------------- | --------- | -------- | ------------ | ---------------- | ------------- | -------- |
| 1  | 11/09/1989 | Athens Open, Athènes   | Tier V    | 75 000 $ | Terre (ext.) | Rachel McQuillan | 6-3, 1-6, 7-5 | Parcours |
| 2  | 10/09/1990 | Athens Open, Athènes   | Tier V    | 75 000 $ | Terre (ext.) | Katia Piccolini  | 7-5, 7-5      | Parcours |

### Finale en simple dames
Aucune

### Titre en double dames
Aucun

### Finale en double dames
| No | Date       | Nom et lieu du tournoi      | Catégorie | Dotation | Surface    | Vainqueures                     | Partenaire  | Score         |          |
| -- | ---------- | --------------------------- | --------- | -------- | ---------- | ------------------------------- | ----------- | ------------- | -------- |
| 1  | 24/04/1989 | Taipei Int’l Champ’s Taïwan | Tier V    | 50 000 $ | Dur (ext.) | Maria Lindström Heather Ludloff | Nana Miyagi | 4-6, 7-5, 6-3 | Parcours |

## Parcours en Grand Chelem

### En simple dames
| Année | Open d'Australie | Open d'Australie  | Internationaux de France | Internationaux de France | Wimbledon       | Wimbledon        | US Open         | US Open           |
| ----- | ---------------- | ----------------- | ------------------------ | ------------------------ | --------------- | ---------------- | --------------- | ----------------- |
| 1989  | 1er tour (1/64)  | Gabriela Sabatini | -                        | -                        | -               | -                | -               | -                 |
| 1990  | 2e tour (1/32)   | Leila Meskhi      | 1er tour (1/64)          | Andrea Temesvári         | 2e tour (1/32)  | Zina Garrison    | 1er tour (1/64) | Nathalie Tauziat  |
| 1991  | -                | -                 | 1er tour (1/64)          | Mary Pierce              | 1er tour (1/64) | Karina Habšudová | 1er tour (1/64) | Conchita Martínez |
| 1993  | -                | -                 | 1er tour (1/64)          | Steffi Graf              | 1er tour (1/64) | Anke Huber       | -               | -                 |

À droite du résultat, l’ultime adversaire.

### En double dames
| Année | Open d'Australie             | Open d'Australie    | Internationaux de France | Internationaux de France | Wimbledon | Wimbledon | US Open | US Open |
| ----- | ---------------------------- | ------------------- | ------------------------ | ------------------------ | --------- | --------- | ------- | ------- |
| 1989  | 1er tour (1/32) R. Maršíková | S. Meier C. Singer  | -                        | -                        | -         | -         | -       | -       |
| 1990  | 1er tour (1/32) W. Probst    | L. Allen M. Jaggard | -                        | -                        | -         | -         | -       | -       |

Sous le résultat, la partenaire ; à droite, l’ultime équipe adverse.

## Parcours en Coupe de la Fédération
| #                                                                  | Date       | Lieu       | Surface      | Gagnante(s)      | Perdante(s)         | Score         |          |
|                                                                    |            |            |              |                  |                     |               |          |
| 1989 - 1er tour (groupe mondial) - Japon - Suède - 3 : 0           |            |            |              |                  |                     |               |          |
| 1                                                                  | 03/10/1989 | Tokyo      | Dur (ext.)   | Nana Miyagi      | Cecilia Dahlman     | 1-6, 6-1, 6-2 | Parcours |
|                                                                    |            |            |              |                  |                     |               |          |
| 1991 - 1er tour (groupe mondial) - Suède - Tchécoslovaquie - 0 : 2 |            |            |              |                  |                     |               |          |
| 2                                                                  | 23/07/1991 | Nottingham |              | Jana Novotná     | Cecilia Dahlman     | 7-65, 6-2     | Parcours |
|                                                                    |            |            |              |                  |                     |               |          |
| 1991 - Barrage (groupe mondial I) - Paraguay - Suède - 0 : 3       |            |            |              |                  |                     |               |          |
| 3                                                                  | 24/07/1991 | Nottingham |              | Cecilia Dahlman  | Rossana de los Ríos | 6-3, 6-2      | Parcours |
|                                                                    |            |            |              |                  |                     |               |          |
| 1992 - 1er tour (groupe mondial) - Suède - Suisse - 2 : 1          |            |            |              |                  |                     |               |          |
| 4                                                                  | 14/07/1992 | Francfort  | Terre (ext.) | Cecilia Dahlman  | Emanuela Zardo      | 6-2, 6-3      | Parcours |
|                                                                    |            |            |              |                  |                     |               |          |
| 1992 - 2e tour (groupe mondial) - Pologne - Suède - 2 : 1          |            |            |              |                  |                     |               |          |
| 5                                                                  | 15/07/1992 | Francfort  | Terre (ext.) | Cecilia Dahlman  | Magdalena Feistel   | 6-2, 6-1      | Parcours |
|                                                                    |            |            |              |                  |                     |               |          |
| 1993 - 1er tour (groupe mondial) - Suède - Uruguay - 3 : 0         |            |            |              |                  |                     |               |          |
| 6                                                                  | 19/07/1993 | Francfort  | Terre (ext.) | Cecilia Dahlman  | Claudia Brause      | 6-4, 6-1      | Parcours |
|                                                                    |            |            |              |                  |                     |               |          |
| 1993 - 2e tour (groupe mondial) - Suède - France - 0 : 3           |            |            |              |                  |                     |               |          |
| 7                                                                  | 21/07/1993 | Francfort  | Terre (ext.) | Nathalie Tauziat | Cecilia Dahlman     | 6-1, 7-65     | Parcours |

## Classements WTA en fin de saison

### En simple
| Année | 1985 | 1986 | 1987 | 1988 | 1989 | 1990 | 1991 | 1992 | 1993 |
| Rang  | 297  | 216  | 329  | 166  | 94   | 82   | 180  | 129  | 214  |

Source : (en) « Classements de Cecilia Dahlman », sur le site officiel du WTA Tour

### En double
| Année | 1987 | 1988 | 1989 | 1990 | 1991 | 1992 |
| Rang  | 356  | 268  | 109  | 193  | -    | 541  |

Source : (en) « Classements de Cecilia Dahlman », sur le site officiel du WTA Tour